# クライド・マクファター
クライド・マクファター (Clyde McPhatter、本名:Clyde Lensley McPhatter、1932年11月15日 - 1972年6月13日)は、アメリカ合衆国の黒人歌手。
ビリー・ワード&ザ・ドミノス、ドリフターズを経てソロ歌手になる。ドミノス時代から一貫して、ハイテナーボイスと張りのある声で「ラヴァーズ・クエスチョン」をヒットに導く。
1972年に39歳で死去。15年後の1987年にロックの殿堂入りを果たす。

## 来歴
1932年11月15日、ノースカロライナ州ダーラムにて、厳格なバプテストの一家に生まれる。幼い頃から聖歌隊の一員として歌っている。第二次世界大戦後にニュージャージー州に引っ越し、1950年、18歳の時にビリー・ワード&ザ・ドミノスに加入し、フェデラル・レコードから「シクスティー・ミニット・マン」を発売する。
1953年春、アトランティック・レコードの創設者アーメット・アーティガンによって才能を見出され、同年アトランティック・レコードと契約、ドリフターズ (アメリカ)のリード・シンガーとしてデビューを果たす。
マクファターがリードをとったドリフターズのデビューシングル「マネー・ハニー」は、最初のロックンロールのレコードの一つとされており、また後年にエルヴィス・プレスリーやリトル・リチャードによってカバーされる。
1954年、兵役で空軍に所属し、ドリフターズを脱退する。翌年に兵役が終わり、再びアトランティック・レコードにてソロ歌手として活動をする。ソロ・デビュー曲は、同じ会社に所属していたルース・ブラウンとのデュエットであった。
しばらくシングルを出していたマクファターであったが、そのどれもがR&Bチャートで上位を記録する。しかし、1956年発売の「ウィズアウト・ラヴ」が19位、「トレジャー・オブ・ラヴ」が13位、そして1958年発売の「ラヴァーズ・クエスチョン」が6位と、それぞれポップチャートの上位入りを果たしている。
1959年、アトランティック・レコードからMGMレコードに一年間在籍するが、ヒットは出ていない。後にマーキュリー・レコードに移籍し、「タ・タ」、「ラヴァー・プリーズ」をそれぞれチャートインさせているが、散発的であった。次第に過度の飲酒をしてしまう。
1968年イギリスに移住する。1970年帰国し、再び活動を始めるも、2年後の1972年6月13日に心臓発作で39歳の若さで死去。
1987年、ロックの殿堂入りを果たし、またドリフターズも1988年に同じくロックの殿堂入りを果たしている。

## エピソード
マクファターは、1954年に兵役の為脱退し、後にドリフターズに戻ったという経歴は無い。しかし、マクファターが脱退した後のドリフターズにはマクファターと声質が似ているメンバーが加入していた。
一人はジョニー・ムーアで、1957年に「フールズ・フォール・イン・ラヴ」、1964年に「渚のボードウォーク」を歌っている。
もう一人はボビー・ヘンドリックスで、1959年に「ドリップ・ドロップ」を歌っている。

## ディスコグラフィー

### シングル・ディスコグラフィー[2]
- 1956年: "Seven Days"/"I'm Not Worthy"
- 1956年: "Treasure Of Love"/"When You're Sincere"
- 1956年: "Thirty Days"/"I'm Lonely Tonight"
- 1956年: "Without Love (There Is Nothing)"/"I Make Believe"
- 1957年: "No Matter What"/"Just To Hold My Hand"
- 1957年: "Long Lonely Nights"/"Heartaches"
- 1957年: "You'll Be There"/"Rock And Cry"
- 1958年: "That's Enough For Me"/"No Love Like Her Love"
- 1958年: "Come What May"/"Let Me Know"
- 1958年: "A Lover's Question"/"I Can't Stand Up Alone"
- 1959年: "Lovey Dovey"/"My Island Of Dreams"
- 1959年: "Since You've Been Gone"/"Try Try Baby"
- 1959年: "You Went Back On Your Word"/"There You Go"

### アルバム・ディスコグラフィー[2]
- 1958年 - Love Ballads
- 1959年 - Clyde